# Eleutherostylis
Eleutherostylis é um género botânico pertencente à família Malvaceae.